# 대전둔원초등학교
대전둔원초등학교는 대한민국 대전광역시 서구 갈마동에 있는 공립 초등학교이다.

## 학교 연혁
- 1994년 3월 24일 설립 인가
- 1995년 11월 1일 대전둔원국민학교 개교(11학급)
- 1996년 3월 1일 대전둔원초등학교로 교명 변경, 29학급 인가
- 2021년 2월 16일 제26회 졸업(총 7학급, 161명)
- 2021년 3월 1일 38학급(특수학급2) 편성 (109명 입학, 총 823명)
- 2022년 2월 16일 제27회 졸업(총 6학급, 140명)
- 2022년 3월 2일 37학급 편성(112명 입학, 총 768명)

## 학교 상징
- 교화 - 개나리 : 샛노란 함박 웃음으로 새 봄을 여는 전령으로서 활달함을 사랑을 상징한다. 진달래와 더불어 우리 겨레와 삶을 같이 해 온 꽃으로 동문, 직원, 학생, 학부모, 지역인사 등 전 둔원인의 협동과 사랑을 일깨워 준다.
- 교목 - 소나무 : 늘 푸른 상록수로서 고고한 자태를 뽐내며 은근과 끈기를 상징한다. 소박하면서도 높은 기상이 일품인데 묵묵히 자신의 일에 최선을 다하고 국가에 봉사하려는 깊은 뜻을 가지고 있다.

## 참고 자료
- 대전둔원초등학교 - 한국교육학술정보원 학교알리미